# راي ماكدونالد
راي ماكدونالد (بالتايلندية: เร แม็คโดแนลด์) هو ممثل تايلندي، ولد في 21 مايو 1977 في تايلاند.

## وصلات خارجية
- راي ماكدونالد على موقع IMDb (الإنجليزية)
- راي ماكدونالد على موقع قاعدة بيانات الفيلم (الإنجليزية)